# Rhoda Dakar
Rhoda Dakar (Hampstead, 1959) è una cantante e musicista britannica, nota soprattutto per essere stata la cantante del gruppo The Bodysnatchers, che erano sotto contratto con la casa discografica 2 Tone.

## Carriera
Dakar, nata a Hampstead, London, si unì a The Bodysnatchers nel 1979. Il loro primo singolo fu un double A-side, "Let's Do Rocksteady" unito a "Ruder Than You". Esso raggiunse la posizione 22 nel UK Singles Chart. La band fu invitata ad apparire in Top of the Pops, ad andare in tour con The Selecter e a registrare una sessioneper BBC Radio 1 DJ John Peel. Il loro secondo singolo "Easy Life" assieme alla loro versione di "Too Experienced" di Bob Andy raggiunse il numero 50. Molti membri dei The Bodysnatchers lasciarono il gruppo per formare The Belle Stars.
Dakar collaborò anche con The Specials. Il suo duetto con Terry Hall, "I Can't Stand It", comparì nell'album, More Specials. Dopo che The Specials annunciarono il loro scioglimento nel 1981, Jerry Dammers formò una nuova band chiamata The Special AKA, assieme a Dakar e John Bradbury. Il loro primo singolo, "The Boiler" raggiunse il numero 35 nell' UK Singles Chart in 1982.
Dakar ha partecipato all'album In the Studio, che contenva l'UK Top 10 hit single, "Free Nelson Mandela". L'album raggiunse la posizione 34 negli UK Albums Chart.
Il so primo album solista, Cleaning In Another Woman's Kitchen, fu pubblicato nel novembre 2007 su Moon Ska World. Esso conteneva versioni acustiche di canzoni risalenti ai tempi con i Bodysnatchers, e anche materiale scritto assiema a Nick Welsh, che frequentò la stessa scuola come Buster Bloodvessel, e che registrò col nome di King Hammond nei primi anni 90. Dakar e Welsh pubblicarono un album di garage rock, Back To The Garage, per la N1 Records nell'aprile 2009.
Nel 2009 ha cantato come vocalist ospite nella canzone "On The Town" dell'album dei Madness chiamato The Liberty of Norton Folgate. Lei cantò con loro nello show Madstock in Victoria Park nel luglio 2009.

## Discografia

### Singoli

#### The Bodysnatchers
- "Let's Do Rocksteady"  UK numero 22  (marzo 1980)
- "Easy Life"  UK numero 50  (luglio 1980)[1]

#### The Special AKA
- "The Boiler"  UK numero 35  (gennaio 1982)
- "Racist Friend"  UK numero 60 (Settembre 1983)
- "Free Nelson Mandela"  UK numero 9  (March 1984)
- "What I Like Most About You Is Your Girlfriend"  UK numero 51  (settembre 1984)[2]

### Album
- Various Artists - Dance Craze  # 5 (February 1981)
- Various Artists - This Are Two Tone  UK # 51 (November 1983)
- Various Artists - The Two Tone Story UK # 16 (July 1989)
- The Special AKA - In The Studio # UK 34 (June 1984)
- Rhoda Dakar - Cleaning In Another Woman's Kitchen (November 2007)
- Rhoda Dakar & Nick Welsh - Back To The Garage (April 2009)
- Rhoda Dakar - Rhoda Dakar Sings the Bodysnatchers (August 2015)
- Rhoda Dakar - Version Girl (2023)